# Municipio de Bigger
El municipio de Bigger (en inglés: Bigger Township) es un municipio ubicado en el condado de Jennings en el estado estadounidense de Indiana. En el año 2010 tenía una población de 726 habitantes y una densidad poblacional de 9,12 personas por km².

## Geografía
El municipio de Bigger se encuentra ubicado en las coordenadas 38°57′19″N 85°28′51″O / 38.95528, -85.48083. Según la Oficina del Censo de los Estados Unidos, el municipio tiene una superficie total de 79.62 km², de la cual 79,48 km² corresponden a tierra firme y (0,17 %) 0,13 km² es agua.

## Demografía
Según el censo de 2010, había 726 personas residiendo en el municipio de Bigger. La densidad de población era de 9,12 hab./km². De los 726 habitantes, el municipio de Bigger estaba compuesto por el 96,83 % blancos, el 0,41 % eran afroamericanos, el 0,14 % eran amerindios, el 0,41 % eran asiáticos, el 0,83 % eran de otras razas y el 1,38 % eran de una mezcla de razas. Del total de la población el 1,52 % eran hispanos o latinos de cualquier raza.